# Catchiungo
Catchiungo és un municipi de la província de Huambo. Té una extensió de 2.947 km² i 115.622 habitants segons el cens de 2014. Comprèn les comunes de Catchiungo, Chiumbo i Chinhama. Limita al nord amb el municipi de Bailundo, a l'est amb els municipis de Chinguar i Chitembo, al sud amb el municipi de Cuvango, i a l'oest amb el municipi de Tchicala Tcholohanga.